# أنخيل كارينيو
أنخيل كارينيو (بالإسبانية: Ángel Carreño)‏ (20 ديسمبر 1981 بسانتياغو في تشيلي - ) هو لاعب كرة قدم تشيلي في مركز الوسط. لعب مع كولو-كولو ونادي أوربرو ونادي أونيفرسيداد كاتوليكا ونادي بالستينو وديبورتيفو نوبلينس ‏ وبويرتو مونت ‏ ولاسيرينا ويونيون لا كاليرا.

## وصلات خارجية
- أنخيل كارينيو على موقع إي إس بي إن إف سي (الإنجليزية)
- أنخيل كارينيو على موقع قاعدة بيانات كرة القدم.إي يو (الإنجليزية)
- أنخيل كارينيو على موقع Soccerway.com (الإنجليزية)
- أنخيل كارينيو على موقع AS.com (الإسبانية)